# Чемпіонат світу з лижних видів спорту 2019
Чемпіонат світу з лижних видів спорту 2019 року проходив з 20 лютого по 3 березня в австрійському місті Зефельд-ін-Тіроль. Це місто вже приймало чемпіонат 1985 року.

## Чемпіони та призери

### Таблиця медалей
| Місце  | Країна    | Золото | Срібло | Бронза | Загалом |
| ------ | --------- | ------ | ------ | ------ | ------- |
| 1      | Норвегія  | 13     | 5      | 7      | 25      |
| 2      | Німеччина | 6      | 3      | 0      | 9       |
| 3      | Швеція    | 2      | 2      | 1      | 5       |
| 4      | Польща    | 1      | 1      | 0      | 2       |
| 5      | Австрія   | 0      | 4      | 5      | 9       |
| 6      | Росія     | 0      | 5      | 3      | 8       |
| 7      | Італія    | 0      | 1      | 1      | 2       |
| 8      | Словенія  | 0      | 1      | 0      | 1       |
| 9      | Японія    | 0      | 0      | 2      | 2       |
| 10-12  | Фінляндія | 0      | 0      | 1      | 1       |
| 10-12  | Франція   | 0      | 0      | 1      | 1       |
| 10-12  | Швейцарія | 0      | 0      | 1      | 1       |
| Усього | Усього    | 22     | 22     | 22     | 66      |

### Лижні перегони

#### Чоловіки
| Дисципліна             | Золото                                                                      | Золото    | Срібло                                                                       | Срібло    | Бронза                                                          | Бронза    |
| ---------------------- | --------------------------------------------------------------------------- | --------- | ---------------------------------------------------------------------------- | --------- | --------------------------------------------------------------- | --------- |
| 15 км класичним стилем | Мартін Йонсруд Сунбю Норвегія                                               | 38:22.6   | Олександр Безсмертних Росія                                                  | 38:25.5   | Ійво Нісканен Фінляндія                                         | 38:43.0   |
| Скіатлон 30 км         | Шур Рете Норвегія                                                           | 1:10:21.8 | Олександр Большунов Росія                                                    | 1:10:21.9 | Мартін Йонсруд Сунбю Норвегія                                   | 1:10:22.5 |
| 50 км вільним стилем   | Ганс Крістер Голунд Норвегія                                                | 1:49:59.3 | Олександр Большунов Росія                                                    | 1:50:27.1 | Шур Рете Норвегія                                               | 1:50:57.1 |
| Естафета 4 × 10 км     | Норвегія Еміль Іверсен Мартін Йонсруд Сунбю Шур Рете Йоганнес Гесфлот Клебо | 1:42:32.1 | Росія Андрій Ларков Олександр Безсмертних Олександр Большунов Сергій Устюгов | 1:43:10.9 | Франція Адріан Бакшайдер Моріс Маніфіка Клеман Парісс Рішар Жув | 1:43:33.1 |
| Спринт                 | Йоганнес Гесфлот Клебо Норвегія                                             | 3:21.17   | Федеріко Пеллегріно Італія                                                   | 3:21.40   | Гліб Ретивих Росія                                              | 3:22.54   |
| Командний спринт       | Норвегія Еміль Іверсен Йоганнес Гесфлот Клебо                               | 18:49.86  | Росія Гліб Ретивих Олександр Большунов                                       | 18:51.74  | Італія Франческо Де Фабіані Федеріко Пеллегріно                 | 18:53.89  |

#### Жінки
| Дисципліна             | Золото                                                             | Золото    | Срібло                                                                               | Срібло    | Бронза                                                                   | Бронза    |
| ---------------------- | ------------------------------------------------------------------ | --------- | ------------------------------------------------------------------------------------ | --------- | ------------------------------------------------------------------------ | --------- |
| 10 км класичним стилем | Терезе Йогауг Норвегія                                             | 27:02.1   | Фріда Карлссон Швеція                                                                | 27:14.3   | Інгвілл Флугстад Естберг Норвегія                                        | 27:37.7   |
| Скіатлон 15 км         | Терезе Йогауг Норвегія                                             | 36:54.5   | Інгвілл Флугстад Естберг Норвегія                                                    | 37:52.1   | Наталія Непряєва Росія                                                   | 37:53.2   |
| 30 км вільним стилем   | Терезе Йогауг Норвегія                                             | 1:14:26.2 | Інгвілл Флугстад Естберг Норвегія                                                    | 1:15:03.0 | Фріда Карлссон Швеція                                                    | 1:15:10.2 |
| Естафета 4 × 5 км      | Швеція Ебба Андерссон Фріда Карлссон Шарлотта Калла Стіна Нільссон | 55:21.0   | Норвегія Гайді Венг Інгвілл Флугстад Естберг Астрід Уренгольдт Якобсен Терезе Йогауг | 55:24.1   | Росія Юлія Бєлорукова Анастасія Сєдова Ганна Нечаєвська Наталія Непряєва | 57:24.8   |
| Спринт                 | Майкен Касперсен Фалла Норвегія                                    | 2:32.35   | Стіна Нільссон Швеція                                                                | 2:34.01   | Марі Ейде Норвегія                                                       | 2:35.19   |
| Командний спринт       | Швеція Стіна Нільссон Мая Дальквіст                                | 15:14.93  | Словенія Катя Вішнар Анамарія Лампич                                                 | 15:15.30  | Норвегія Інгвілл Флугстад Естберг Майкен Касперсен Фалла                 | 15:15.53  |

### Лижне двоборство
| Дисципліна                                       | Золото                                                         | Золото  | Срібло                                                              | Срібло  | Бронза                                                               | Бронза  |
| ------------------------------------------------ | -------------------------------------------------------------- | ------- | ------------------------------------------------------------------- | ------- | -------------------------------------------------------------------- | ------- |
| Особисті, великий трамплін/10 км                 | Ерік Френцель Німеччина                                        | 23:43.0 | Ян Шмід Норвегія                                                    | 23:47.3 | Франц-Йозеф Рерль Австрія                                            | 23:51.7 |
| Особисті, нормальний трамплін/10 км              | Ярл Магнус Рібер Норвегія                                      | 25:01.3 | Бернгард Грубер Австрія                                             | 25:02.7 | Акіто Ватабе Японія                                                  | 25:05.9 |
| Командні, великий трамплін/4 × 5 км              | Норвегія Еспен Б'єрнстад Ян Шмід Юрген Гробак Ярл Магнус Рібер | 50:15.5 | Німеччина Йоганнес Рідцек Ерік Френцель Фабіан Рісле Фінценц Гайгер | 50:16.5 | Австрія Бернгард Грубер Маріо Зайдль Франц-Йозеф Рерль Лукас Клапфер | 50:20.5 |
| Командний спринт, нормальний трамплін/2 × 7,5 км | Німеччина Ерік Френцель Фабіан Рісле                           | 28:29.5 | Норвегія Ян Шмід Ярл Магнус Рібер                                   | 28:37.7 | Австрія Франц-Йозеф Рерль Бернгард Грубер                            | 28:38.7 |

### Стрибки з трампліна

#### Чоловіки
| Дисципліна                 | Золото                                                              | Золото | Срібло                                                             | Срібло | Бронза                                                   | Бронза |
| -------------------------- | ------------------------------------------------------------------- | ------ | ------------------------------------------------------------------ | ------ | -------------------------------------------------------- | ------ |
| Нормальний трамлін         | Давід Кубацький Польща                                              | 218.3  | Каміль Стох Польща                                                 | 215.5  | Штефан Крафт Австрія                                     | 214.8  |
| Великий трамлін            | Маркус Айзенбіхлер Німеччина                                        | 279.4  | Карл Гайгер Німеччина                                              | 267.3  | Кілліан Пайєр Швейцарія                                  | 266.1  |
| Командні, великий трамплін | Німеччина Карл Гайгер Ріхард Фрайтаг Штефан Лайє Маркус Айзенбіхлер | 987.5  | Австрія Філіпп Ашенвальд Міхаель Гайбек Даніель Губер Штефан Крафт | 930.9  | Японія Юкія Сато Дайкі Іто Дзюнсіро Кобаясі Рьою Кобаясі | 920.2  |

#### Жінки   (трамплін)
| Дисципліна                    | Золото                                                               | Золото | Срібло                                                                            | Срібло | Бронза                                                                      | Бронза |
| ----------------------------- | -------------------------------------------------------------------- | ------ | --------------------------------------------------------------------------------- | ------ | --------------------------------------------------------------------------- | ------ |
| Командні, нормальний трамплін | Німеччина Юліане Зайфарт Рамона Штрауб Каріна Фогт Катаріна Альтгаус | 898.9  | Австрія Ева Пінкельніг Жаклін Зайдфрідсбергер К'яра Гельцль Даніела Ірашко-Штольц | 880.3  | Норвегія Анна Удіне Стрем Інгеб'єрг Сагліен Бротен Сільє Опсет Марен Лундбю | 876.9  |
| Особисті, нормальний трамплін | Марен Лундбю Норвегія                                                | 259.6  | Катаріна Альтгаус Німеччина                                                       | 259.1  | Даніела Ірашко-Штольц Австрія                                               | 247.6  |

#### Змішані
| Дисципліна                           | Золото                                                                    | Золото | Срібло                                                                     | Срібло | Бронза                                                                  | Бронза |
| ------------------------------------ | ------------------------------------------------------------------------- | ------ | -------------------------------------------------------------------------- | ------ | ----------------------------------------------------------------------- | ------ |
| Змішана команда, нормальний трамплін | Німеччина Катаріна Альтгаус Маркус Айзенбіхлер Юліане Зайфарт Карл Гайгер | 1012.2 | Австрія Ева Пінкельніг Філіпп Ашенвальд Даніела Ірашко-Штольц Штефан Крафт | 989.9  | Норвегія Анна Удіне Стрем Роберт Юганссон Марен Лундбю Андреас Стьєрнен | 938.4  |